# Action (Sweet)
Action è una canzone originariamente composta ed eseguita dalla rock band Sweet nel 1975, apparsa nel loro album Give Us a Wink. Raggiunse la top 10 della classifica in Canada e in diverse parti dell'Europa, ma si fermò alla posizione numero 15 nel Regno Unito e alla numero 20 negli Stati Uniti.
La canzone è stata usata nel video di Formula 1 per il Gran Premio di Monaco 2009.

## Cover dei Def Leppard
Il gruppo musicale britannico Def Leppard ha registrato una cover di Action nel 1993, per l'album Retro Active. La canzone è stata pubblicata come singolo, ed è stata accompagnata da un videoclip diretto da Phil Tuckett. Il video comprende vari filmati del gruppo tra il giugno e il dicembre del 1993, registrati a Sheffield, Ottawa, e la casa di Joe Elliott in Irlanda.
È divenuto uno dei maggiori successi dei Def Leppard nei concerti dal vivo ed è stato incluso nelle raccolte Vault: Def Leppard Greatest Hits (1980-1995) e Best of Def Leppard.

### Tracce
CDBludgeon Riffola / LEPCD 13 (UK) / 858 093-2 (INT)
1. Action
2. She's Too Tough [Demo]
3. Miss You in a Heartbeat [Demo]